# 天塩川温泉駅
天塩川温泉駅（てしおがわおんせんえき）は、北海道中川郡音威子府村字咲来にある北海道旅客鉄道（JR北海道）宗谷本線の駅である。駅番号はW59。

## 歴史
1950年代に旭川鉄道管理局管内で多く設置された仮乗降場に出自を持つ駅のひとつである。
当駅が所在する咲来南部・止若内（やむわかない）の両地区は明治末期ごろに入植がはじまり、1911年（大正元年）に現在の宗谷本線が恩根内駅から音威子府駅まで延伸してきたものの、当地に駅は設置されなかったため、鉄道利用にあたって40年余り咲来駅まで4km の道を歩く不便を強いられていた。
このため宗谷本線への気動車列車投入にあたって当地住民から旭川鉄道管理局に乗降場設置の陳情が重ねられ、1956年（昭和31年）に南咲来（みなみさっくる）の名称で仮乗降場として設置された。

その後、当地に開湯した村営天塩川温泉に合わせた改称が行われ（後述）、1987年（昭和62年）の国鉄分割民営化で他の仮乗降場と同様正規の駅に昇格し現在に至っている。

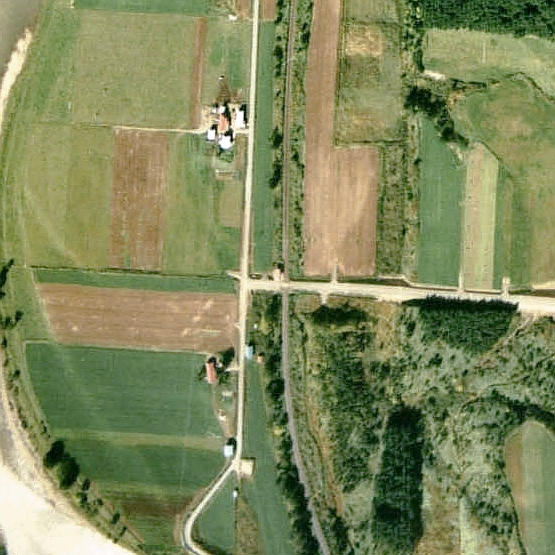
1977年の南咲来仮乗降場（天塩川温泉に改名する以前）と周囲約500m範囲。上が稚内方面。名寄側に踏切があり、左横に待合室の屋根が白く見える。ホームは待合室と線路の間に小さく白く見えるが、残りの部分は待合室の影で判別できない。左側の道を下に向かえば、800m程で天塩川対岸の温泉に至る。

### 年表
- 1956年（昭和31年）7月1日：日本国有鉄道の南咲来仮乗降場として開業。旅客のみ取扱い[2][3][4]。認可自体は同年6月1日であったとも[1]。
- 1981年（昭和56年）7月1日：天塩川温泉仮乗降場へと改称[2][3][4]。
- 1987年（昭和62年）4月1日：国鉄分割民営化により北海道旅客鉄道（JR北海道）の駅となる。同時に仮乗降場から駅へ昇格。
- 1990年（平成2年）3月10日：営業キロ設定。
- 2020年（令和2年）12月9日：JR北海道が、2021年度より地元自治体（音威子府村）による維持管理に移行することを発表[JR北 1]。
- 2021年（令和3年）4月：音威子府村による維持管理に移行[新聞 1]。
- 2023年（令和5年）3月10日：老朽化により待合室に傾斜が発生したため、同日より同年6月2日まで待合室を一時閉鎖し、音威子府村へのふるさと納税を原資とした改修工事を実施[5][新聞 2][6]。

### 駅名の由来
もともと咲来駅の南にあるため「南咲来」と命名されたが、1973年（昭和48年）に村営天塩川温泉が当仮乗降場の付近に開湯し、「利用客の利便を図る」などの理由で音威子府村から改称の請願があり、現在の名称に改称された。

## 駅構造
稚内方面に向かって左側に、簡易型の単式ホーム1面1線を有する地上駅。側に小さい待合室がある。音威子府村管理の無人駅。

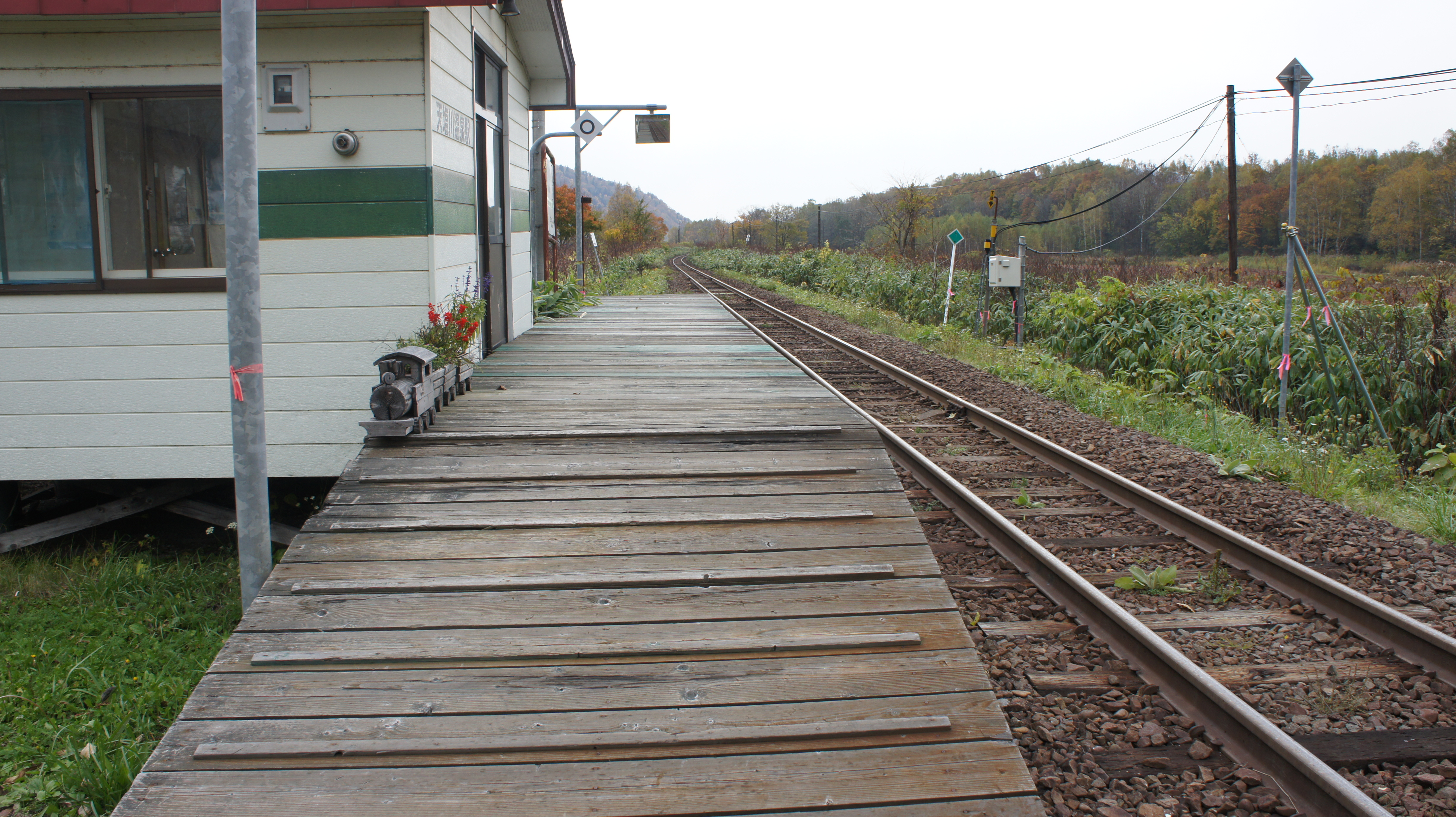
ホーム（2017年10月）
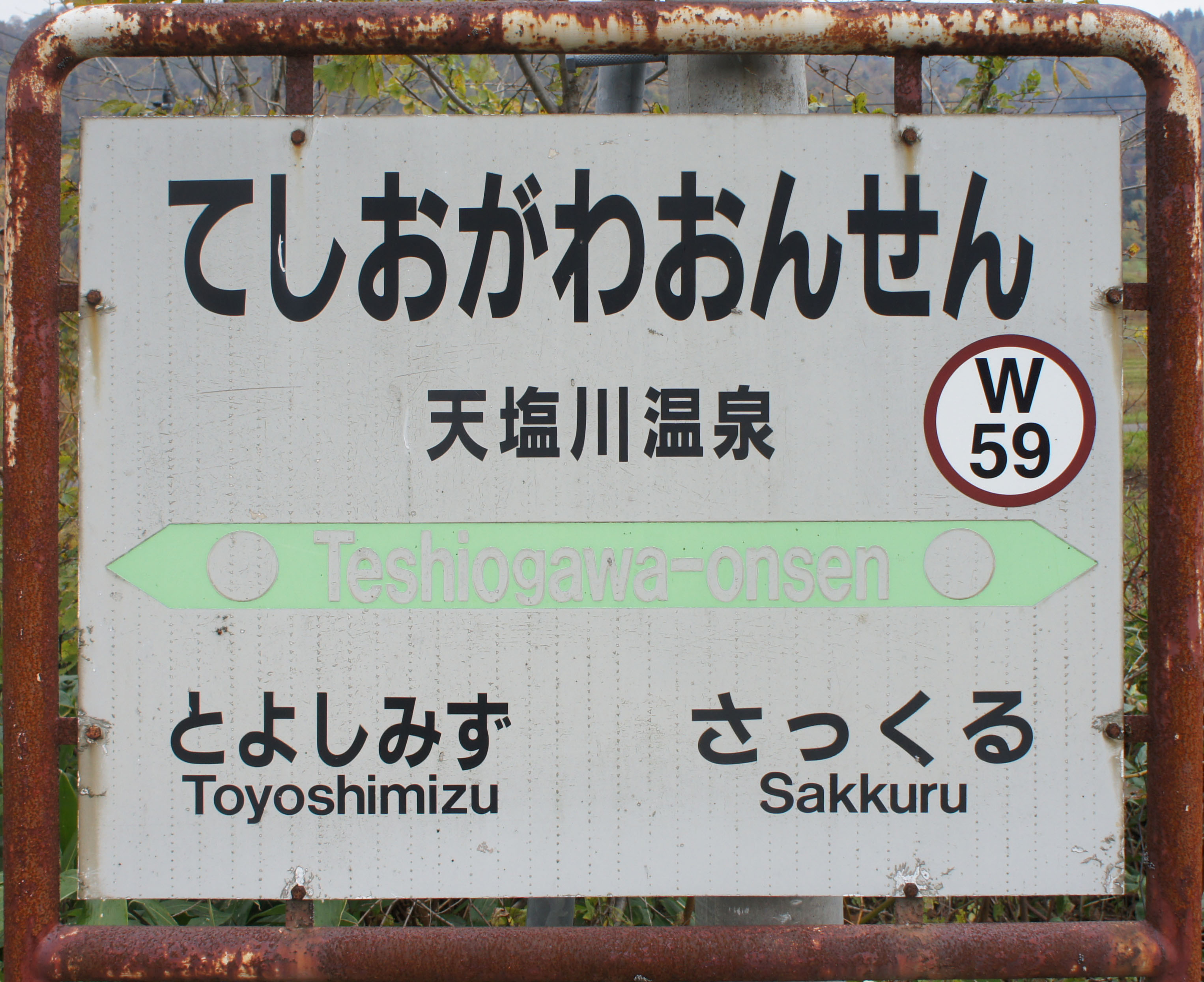
駅名標（2017年10月）

## 利用状況
乗車人員の推移は以下の通り。出典が「乗降人員」となっているものについては1/2とした値を括弧書きで1日平均乗車人員の欄に示し、備考欄で元の値を示す。
また、「JR調査」については、当該の年度を最終年とする過去5年間の各調査日における平均である。
| 年度               | 乗車人員（人） | 乗車人員（人） | 乗車人員（人） | 出典        | 備考 |
| 年度               | 年間           | 1日平均        | JR調査         | 出典        | 備考 |
| ------------------ | -------------- | -------------- | -------------- | ----------- | ---- |
| 2004年（平成16年） |                | 1              |                | [ 4 ]       |      |
| 2015年（平成27年） |                |                | 「1名以下」    | [ JR北 2 ]  |      |
| 2016年（平成28年） |                |                | 1.0            | [ JR北 3 ]  |      |
| 2017年（平成29年） |                |                | 0.6            | [ JR北 4 ]  |      |
| 2018年（平成30年） |                |                | 0.4            | [ JR北 5 ]  |      |
| 2019年（令和元年） |                |                | 0.2            | [ JR北 6 ]  |      |
| 2020年（令和02年） |                |                | 0.2            | [ JR北 7 ]  |      |
| 2021年（令和03年） |                |                | 0.0            | [ JR北 8 ]  |      |
| 2022年（令和04年） |                |                | 0.0            | [ JR北 9 ]  |      |
| 2023年（令和05年） |                |                | 0.0            | [ JR北 10 ] |      |

## 駅周辺
畑地などが広がる。駅から天塩川を渡り、およそ700mの所に天塩川温泉がある。
- 国道40号
- 天塩川
- 天塩川温泉（住民保養センター天塩川温泉） - 送迎バスは音威子府駅発着[7]

## 隣の駅
北海道旅客鉄道（JR北海道）
■宗谷本線（上り最終列車は当駅通過）
美深駅 (W54) - *初野駅 (W55) - *紋穂内駅 (W56) - *恩根内駅 (W57) - （豊清水信号場） - 天塩川温泉駅 (W59) - 咲来駅 (W60)
*:打消線は廃駅

### JR北海道
1. ↑  『来春のダイヤ見直しについて』（PDF）（プレスリリース）北海道旅客鉄道、2020年12月9日。オリジナルの2020年12月9日時点におけるアーカイブ。2020年12月10日閲覧。
2. ↑  “極端にご利用の少ない駅（3月26日現在）” (PDF). 平成28年度事業運営の最重点事項.   北海道旅客鉄道. p. 6 (2016年3月28日). 2017年9月25日閲覧。
3. ↑  “宗谷線（名寄・稚内間）” (PDF).   北海道旅客鉄道 (2017年12月8日). 2017年12月30日時点のオリジナルよりアーカイブ。2017年12月30日閲覧。
4. ↑  “宗谷線（名寄・稚内間）” (PDF).   北海道旅客鉄道 (2017年7月2日). 2017年12月30日時点のオリジナルよりアーカイブ。2018年7月13日閲覧。
5. ↑  “宗谷線（名寄・稚内間）” (PDF). 線区データ（当社単独では維持することが困難な線区）(地域交通を持続的に維持するために).   北海道旅客鉄道. p. 3 (2019年10月18日). 2019年10月18日時点のオリジナルよりアーカイブ。2019年10月18日閲覧。
6. ↑  “宗谷線（名寄・稚内間）” (PDF). 地域交通を持続的に維持するために > 輸送密度200人以上2,000人未満の線区（「黄色」8線区）.   北海道旅客鉄道. p. 3・4 (2020年10月30日). 2020年11月2日時点のオリジナルよりアーカイブ。2020年11月3日閲覧。
7. ↑  “駅別乗車人員  特定日調査（平日）に基づく”.   北海道旅客鉄道. 2022年8月3日時点のオリジナルよりアーカイブ。2022年8月14日閲覧。
8. ↑  “駅別乗車人員  特定日調査（平日）に基づく”.   北海道旅客鉄道. 2022年9月3日時点のオリジナルよりアーカイブ。2022年9月3日閲覧。
9. ↑  “駅別乗車人員  特定日調査（平日）に基づく”.   北海道旅客鉄道. 2023年11月10日時点のオリジナルよりアーカイブ。2023年11月10日閲覧。
10. ↑  “宗谷線(旭川・稚内間) 事業の抜本的な改善方策の実現に向けた実行計画(2024(令和6)～2026(令和8)年度)” (PDF).   北海道旅客鉄道 (2024年). 2024年9月8日時点のオリジナルよりアーカイブ。2024年9月8日閲覧。

### 新聞記事
1. ↑  “無人18駅、自治体管理へ JR北海道 経営難で急拡大”. 北海道新聞. (2021年2月5日).  オリジナルの2021年2月6日時点におけるアーカイブ。 2021年2月7日閲覧。
2. ↑  “JR天塩川温泉駅の待合室閉鎖 10日から5月ごろまで改修 音威子府” (2023年3月8日). 2023年3月8日時点のオリジナルよりアーカイブ。2023年3月8日閲覧。